# Dorcopsis muelleri
Dorcopsis muelleri — вид родини Кенгурових. Вид мешкає у західних низовинних місцевостях острова Нова Гвінея, а також на сусідніх островах Місул, Салаваті, Япел (Індонезія). Цей вид зустрічається в заболочених низинних тропічних лісах (сезонно затоплювані) і, ймовірно, у вторинних місцях проживання (старі сади). Самиця народжує одне маля.

## Етимологія
Вид названо на честь доктора Саломона Мюлера (англ. Salomon Müller, 1804—1864), данського натураліста й збирача зразків у Індонезії з 1826 року. Спочатку він був на о. Нова Гвінея, потім він досліджував Тимор у 1829, у 1831 році він збирав зразки на о. Ява, і між 1833 і 1835 він досліджував Західну Суматру.

## Загрози та охорона
Нема серйозних загроз виду. У частині ареалу його існуванню загрожує полювання на продовольство, і втрата місць проживання через перетворення лісів у площі сільськогосподарського використання, на острові Япен вид перебуває під загрозою через лісозаготівлю. Живе в Національному Парку Лоренца.

## Підвиди
вид Dorcopsis muelleri
- підвид Dorcopsis muelleri muelleri (Lesson, 1827)
- підвид Dorcopsis muelleri lorentzii (Jentink, 1908)
- підвид Dorcopsis muelleri mysoliae (Thomas, 1913)
- підвид Dorcopsis muelleri yapeni (Groves and Flannery, 1989)